# ناحیه موسی خیل
ناحیه موسی خیل (به انگلیسی: Musakhel District) یکی از ناحیه‌های ایالتی پاکستان است که در بلوچستان پاکستان واقع شده‌ است. که این ناحیه توسط قبایل پشتون در مناطق شمال شرقی کنترل میشود. ناحیه موسی خیل ۵٬۷۲۸ کیلومتر مربع مساحت و ۱۶۷٬۰۱۷ نفر جمعیت دارد.